# Campeonato Europeo de Baloncesto Femenino Sub-20 de 2024
El Campeonato Europeo Sub-20 de Baloncesto Femenino de 2024 fue la vigésimo primera edición del campeonato europeo de baloncesto para selecciones nacionales femeninas sub-20. El campeonato se jugó en Klaipėda y Vilnius, Lituania, del 6 al 14 de julio de 2024, con 16 selecciones participantes. Francia revalidó su victoria en la anterior edición, consiguiendo así su quinta victoria en la historia del campeonato. 

## Equipos participantes
Tras el descenso en la edición anterior de República Checa y Bélgica (Lituania, que acabó en último lugar, no descendió por ser la organizadora de esta edición), ascendieron Eslovenia, como ganadora de la División B del Campeonato Europeo de Baloncesto Femenino Sub-20 de 2023, y Alemania, como subcampeonas de la misma.
- Alemania (2º)
- Eslovenia (1º)
- España
- Finlandia
- Francia
- Hungría
- Israel
- Italia
- Letonia
- Lituania
- Montenegro
- Polonia
- Portugal
- Serbia
- Suecia
- Turquía

## Organización

### Sedes
| Vilnius Klaipėda |                   |                  |
| Vilnius          | Vilnius           | Klaipėda         |
| Jeep Arena       | Twinsbet Arena    | Švyturio Arena   |
| Capacidad: 2 500 | Capacidad: 10 000 | Capacidad: 6 020 |
|                  |                   |                  |

### Sorteo de grupos
El sorteo de la primera ronda se celebró el 6 de febrero de 2024 en Freising, Alemania. Los grupos quedaron distribuidos de la siguiente forma:
| Grupo A                                | Grupo B                           | Grupo C                          | Grupo D                        |
| -------------------------------------- | --------------------------------- | -------------------------------- | ------------------------------ |
| Eslovenia Francia Letonia Lituania (H) | España Montenegro Portugal Suecia | Finlandia Italia Turquía Polonia | Alemania Hungría Israel Serbia |

### Formato
Fase de grupos
En la primera ronda, los equipos se dividieron en cuatro grupos de cuatro equipos cada uno. Todos los equipos avanzan a los playoffs.
Playoffs
Los equipos se enfrentan entre sí (A1-B4, A2-B3, A3-B2 y A4-B1 y C1-D4, C2-D3, C3-D2 y C4-D1). Los ganadores de cada enfrentamiento pasan a cuartos de final, y los perdedores, al cuadro por el 9.º-16.º lugar. En cuartos de final, los ganadores avanzan a semifinales, y los perdedores, al cuadro por el 5.º-8.º puesto.

## Fase de grupos
Todos los horarios corresponden al huso horario local (hora de verano de Europa del Este – UTC+3).

### Grupo A
| Pos. | Equipo    | PJ | G | P | PF  | PC  | DP  | Pts |
| ---- | --------- | -- | - | - | --- | --- | --- | --- |
| 1    | Francia   | 3  | 3 | 0 | 234 | 159 | +75 | 6   |
| 2    | Letonia   | 3  | 2 | 1 | 195 | 204 | −9  | 5   |
| 3    | Eslovenia | 3  | 1 | 2 | 189 | 194 | −5  | 4   |
| 4    | Lituania  | 3  | 0 | 3 | 176 | 237 | −61 | 3   |

 Fuente: FIBA
Jornada 1
| 6 de julio | Francia                                                               | 70–49                                | Eslovenia                                                                             | Klaipeda                                                                                                   |  |
| 13:00      | Parciales: 17-13, 14-16, 16-11, 23-9                                  | Parciales: 17-13, 14-16, 16-11, 23-9 | Parciales: 17-13, 14-16, 16-11, 23-9                                                  | |  |
|            | Estadísticas Kane, Zodia 13 Le Seyec 9 Saulnier 8 Dursus, Le Seyec 16 | Reporte Pts Reb Asts Val             | Estadísticas 11 Sivka, Lazarević, Bartelme 6 Sivka, Misjak Cujnik 6 Bartelme 14 Sivka | Pabellón: Švyturio Arena Asistencia: 50 espectadores Árbitros: Özlem Yalman Karol Kowalski Ewa Matuszewska |  |

| 6 de julio | Letonia                                            | 72–65                                 | Lituania                                                                   | Klaipeda |  |
| 18:00      | Parciales: 22-16, 14-18, 19-11, 17-20              | Parciales: 22-16, 14-18, 19-11, 17-20 | Parciales: 22-16, 14-18, 19-11, 17-20                                      | |  |
|            | Estadísticas Viksne 26 Tomasicka 8 Viksne 6 Viksne | Reporte Pts Reb Asts Val              | Estadísticas 19 Raulušaitytė 10 Sirtautaitė 5 Pupkevičiūtė 26 Pupkevičiūtė | Pabellón: Švyturio Arena Asistencia: 400 espectadores Árbitros: Ilias Kounelles Karolina Andersson Ioannis Agrafiotis |  |

Jornada 2
| 7 de julio | Eslovenia                                   | 60–66                                 | Letonia                                            | Klaipeda |  |
| 13:00      | Parciales: 10-18, 18-17, 20-10, 12-21       | Parciales: 10-18, 18-17, 20-10, 12-21 | Parciales: 10-18, 18-17, 20-10, 12-21              | |  |
|            | Estadísticas Žekš 15 Srot 7 Sivka 4 Žekš 19 | Reporte Pts Reb Asts Val              | Estadísticas 21 Sila 10 Viksne 10 Viksne 21 Viksne | Pabellón: Švyturio Arena Asistencia: 100 espectadores Árbitros: Alessandro Percivale Balazs Meszaros Or Zror |  |

| 7 de julio | Lituania                                                                                                 | 53–85                                | Francia                                                                     | Klaipeda |  |
| 18:00      | Parciales: 17-19, 13-24, 17-18, 6-24                                                                     | Parciales: 17-19, 13-24, 17-18, 6-24 | Parciales: 17-19, 13-24, 17-18, 6-24                                        | |  |
|            | Estadísticas Aukštikalnytė, Andrunavičiūtė 10 Raulušaitytė, Sirtautaitė 6 Sederevičiūtė 3 Augustinaite 9 | Reporte Pts Reb Asts Val             | Estadísticas 13 Dursus 6 Dursus, Kane, Le Seyec 4 Saulnier, Toure 20 Dursus | Pabellón: Švyturio Arena Asistencia: 501 espectadores Árbitros: Carsten Straube Ivana Ivanovic Marija Ciric |  |

Jornada 3
| 9 de julio | Eslovenia                                                | 80–58                                | Lituania                                                                              | Klaipeda |  |
| 18:00      | Parciales: 20-18, 14-7, 27-21, 19-12                     | Parciales: 20-18, 14-7, 27-21, 19-12 | Parciales: 20-18, 14-7, 27-21, 19-12                                                  | |  |
|            | Estadísticas Sivka 15 Bartelme 10 Bartelme 6 Bartelme 20 | Reporte Pts Reb Asts Val             | Estadísticas 13 Raulušaitytė, Sirtautaitė 7 Sirtautaitė 3 Sirtautaitė 15 Raulušaitytė | Pabellón: Švyturio Arena Asistencia: 300 espectadores Árbitros: Carsten Straube Alessandro Perciavalle Ewa Mateuszewska |  |

| 9 de julio | Letonia                                                   | 57–79                                 | Francia                                                             | Klaipeda                                                                                                   |  |
| 20:30      | Parciales: 15-26, 16-12, 16-22, 10-19                     | Parciales: 15-26, 16-12, 16-22, 10-19 | Parciales: 15-26, 16-12, 16-22, 10-19                               | |  |
|            | Estadísticas Sila 16 Ozola, Otto, Sila 4 Viksne 6 Sila 12 | Reporte Pts Reb Asts Val              | Estadísticas 18 Dursus 8 Lokoka, Dibanzilua 4 Zemoura 23 Dibanzilua | Pabellón: Švyturio Arena Asistencia: 45 espectadores Árbitros: Özlem Yalman Ivana Ivanovic Balazs Meszaros |  |

### Grupo B
| Pos. | Equipo     | PJ | G | P | PF  | PC  | DP   | Pts |
| ---- | ---------- | -- | - | - | --- | --- | ---- | --- |
| 1    | España     | 3  | 3 | 0 | 268 | 96  | +172 | 6   |
| 2    | Suecia     | 3  | 2 | 1 | 160 | 208 | −48  | 5   |
| 3    | Portugal   | 3  | 1 | 2 | 152 | 184 | −32  | 4   |
| 4    | Montenegro | 3  | 0 | 3 | 112 | 204 | −92  | 3   |

 Fuente: FIBA
Jornada 1
| 6 de julio | Portugal                                                                        | 57–58                                | Suecia                                                  | Klaipeda                                                                                                   |  |
| 15:30      | Parciales: 11-18, 11-18, 13-7, 22-15                                            | Parciales: 11-18, 11-18, 13-7, 22-15 | Parciales: 11-18, 11-18, 13-7, 22-15                    | |  |
|            | Estadísticas Bettencourt 10 Peixinho, C. Silva 5 Roseiro 6 C. Silva, Roseiro 11 | Reporte Pts Reb Asts Val             | Estadísticas 19 Trygger 16 Trygger 7 Collins 29 Trygger | Pabellón: Švyturio Arena Asistencia: 62 espectadores Árbitros: Ivana Ivanovic Balazs Meszaros Marija Ciric |  |

| 6 de julio | España                                                       | 84–19                            | Montenegro                                           | Klaipeda |  |
| 20:30      | Parciales: 25-2, 8-5, 26-6, 25-6                             | Parciales: 25-2, 8-5, 26-6, 25-6 | Parciales: 25-2, 8-5, 26-6, 25-6                     | |  |
|            | Estadísticas Morro 15 Morro 8 Buenavida, Fam 6 Fam, Morro 19 | Reporte Pts Reb Asts Val         | Estadísticas 7 Baosic 6 Bigovic 2 Savkovic 4 Vučinić | Pabellón: Švyturio Arena Asistencia: 52 espectadores Árbitros: Carsten Straube Alessandro Perciavalle Or Zror |  |

Jornada 2
| 7 de julio | Suecia                                                                                   | 43–100                              | España                                                   | Klaipeda |  |
| 15:30      | Parciales: 9-30, 8-16, 14-26, 12-28                                                      | Parciales: 9-30, 8-16, 14-26, 12-28 | Parciales: 9-30, 8-16, 14-26, 12-28                      | |  |
|            | Estadísticas Collins, Enander 11 Gross 5 Klintman, Basaran, Trygger 2 cuatro jugadoras 4 | Reporte Pts Reb Asts Val            | Estadísticas 19 Brito 10 Ikponmwosa 6 Buenavida 22 Brito | Pabellón: Švyturio Arena Asistencia: 70 espectadores Árbitros: Özlem Yalman Ioannis Agrafiotis Ewa Mateuszewska |  |

| 7 de julio | Montenegro                                                       | 42–61                                | Portugal                                                 | Klaipeda |  |
| 20:30      | Parciales: 9-13, 11-20, 12-13, 10-15                             | Parciales: 9-13, 11-20, 12-13, 10-15 | Parciales: 9-13, 11-20, 12-13, 10-15                     | |  |
|            | Estadísticas Savkovic 15 L. Vukčević 15 Radević 3 L. Vukčević 15 | Reporte Pts Reb Asts Val             | Estadísticas 15 Djalo 10 C. Silva 5 C. Silva 29 C. Silva | Pabellón: Švyturio Arena Asistencia: 30 espectadores Árbitros: Ilias Kounelles Karolina Andersson Karol Kowalski |  |

Jornada 3
| 9 de julio | Montenegro                                                                | 51–59                                 | Suecia                                              | Klaipeda |  |
| 13:00      | Parciales: 14-11, 12-12, 14-12, 11-24                                     | Parciales: 14-11, 12-12, 14-12, 11-24 | Parciales: 14-11, 12-12, 14-12, 11-24               | |  |
|            | Estadísticas Savkovic 20 Bigovic, L. Vukčević 12 Scepanovic 3 Savkovic 14 | Reporte Pts Reb Asts Val              | Estadísticas 18 Noyan 10 Trygger 8 Collins 21 Noyan | Pabellón: Švyturio Arena Asistencia: 50 espectadores Árbitros: Karolina Andersson Ioannis Agrafiotis Or Zror |  |

| 9 de julio | Portugal                                         | 34–84                              | España                                                     | Klaipeda                                                                                                   |  |
| 15:30      | Parciales: 6-21, 8-18, 7-28, 13-17               | Parciales: 6-21, 8-18, 7-28, 13-17 | Parciales: 6-21, 8-18, 7-28, 13-17                         | |  |
|            | Estadísticas Dias 8 Djalo 7 Bettencourt 5 Dias 9 | Reporte Pts Reb Asts Val           | Estadísticas 16 Brito, Morro 7 Flórez 6 Buenavida 23 Brito | Pabellón: Švyturio Arena Asistencia: 50 espectadores Árbitros: Ilias Kounelles Karol Kowalski Marija Ciric |  |

### Grupo C
| Pos. | Equipo    | PJ | G | P | PF  | PC  | DP  | Pts |
| ---- | --------- | -- | - | - | --- | --- | --- | --- |
| 1    | Italia    | 3  | 3 | 0 | 228 | 161 | +67 | 6   |
| 2    | Turquía   | 3  | 2 | 1 | 185 | 183 | +2  | 5   |
| 3    | Polonia   | 3  | 1 | 2 | 178 | 197 | −19 | 4   |
| 4    | Finlandia | 3  | 0 | 3 | 159 | 209 | −50 | 3   |

 Fuente: FIBA
Jornada 1
| 6 de julio | Italia                                                    | 74–50                                | Turquía                                                                       | Vilnius |  |
| 15:30      | Parciales: 23-8, 20-15, 16-15, 15-12                      | Parciales: 23-8, 20-15, 16-15, 15-12 | Parciales: 23-8, 20-15, 16-15, 15-12                                          | |  |
|            | Estadísticas M. Villa 16 Cancelli 9 M. Villa 6 Zanardi 20 | Reporte Pts Reb Asts Val             | Estadísticas 17 Istanbulluoglu 4 cinco jugadoras 5 Sertoglu 11 Istanbulluoglu | Pabellón: Jeep Arena Asistencia: 50 espectadores Árbitros: Radomir Vojinovic Ritvars Helmsteins Martin Demierre |  |

| 6 de julio | Polonia                                                 | 64–53                                | Finlandia                                               | Vilnius |  |
| 18:00      | Parciales: 17-15, 20-6, 16-15, 11-17                    | Parciales: 17-15, 20-6, 16-15, 11-17 | Parciales: 17-15, 20-6, 16-15, 11-17                    | |  |
|            | Estadísticas Makurat 20 Makurat 10 Tomasik 8 Makurat 20 | Reporte Pts Reb Asts Val             | Estadísticas 27 Aarnisalo 9 Syla 4 Kanerva 21 Aarnisalo | Pabellón: Jeep Arena Asistencia: 89 espectadores Árbitros: Sandra Sánchez González Anna Belousova Sara Månsson |  |

Jornada 2
| 7 de julio | Turquía                                                                      | 73–52                              | Polonia                                                    | Vilnius |  |
| 13:00      | Parciales: 9-10, 24-9, 24-6, 16-27                                           | Parciales: 9-10, 24-9, 24-6, 16-27 | Parciales: 9-10, 24-9, 24-6, 16-27                         | |  |
|            | Estadísticas Istanbulluoglu 20 Istanbulluoglu 9 Sertoglu 5 Istanbulluoglu 24 | Reporte Pts Reb Asts Val           | Estadísticas 15 Gilmajster 7 Adamczuk 6 Tomasik 15 Tomasik | Pabellón: Jeep Arena Asistencia: 45 espectadores Árbitros: José Pedroso Veronika Obertova Milita Stalaucinskaite |  |

| 7 de julio | Finlandia                                                                | 49–83                                | Italia                                                      | Vilnius                                                                                                  |  |
| 20:30      | Parciales: 16-26, 5-16, 13-21, 15-20                                     | Parciales: 16-26, 5-16, 13-21, 15-20 | Parciales: 16-26, 5-16, 13-21, 15-20                        | |  |
|            | Estadísticas Aarnisalo 15 Syla 7 Aarejoki, Syla, Aarnisalo 2 Aarnisalo 7 | Reporte Pts Reb Asts Val             | Estadísticas 19 M. Villa 10 Cancelli 5 M. Villa 30 M. Villa | Pabellón: Jeep Arena Asistencia: 51 espectadores Árbitros: Chess Van Looy Diana Lapanovic Anna Belousova |  |

Jornada 3
| 9 de julio | Turquía                                                  | 62–57                                 | Finlandia                                                              | Vilnius                                                                                           |  |
| 15:30      | Parciales: 19-14, 11-11, 10-17, 22-15                    | Parciales: 19-14, 11-11, 10-17, 22-15 | Parciales: 19-14, 11-11, 10-17, 22-15                                  |                                                                                                   |  |
|            | Estadísticas Sertoglu 29 Kaplan 9 Sertoglu 7 Sertoglu 29 | Reporte Pts Reb Asts Val              | Estadísticas 18 Aarnisalo 8 Aarnisalo 2 Hakkarainen, Aarnisalo 18 Syla | Pabellón: Jeep Arena Asistencia: 38 espectadores Árbitros: José Pedroso Sara Månsson Laure Coanus |  |

| 9 de julio | Polonia                                                          | 62–71                                 | Italia                                                                | Vilnius |  |
| 18:00      | Parciales: 12-13, 17-19, 22-17, 11-22                            | Parciales: 12-13, 17-19, 22-17, 11-22 | Parciales: 12-13, 17-19, 22-17, 11-22                                 | |  |
|            | Estadísticas Makurat 14 Makurat 9 Piasecka 4 Ullmann, Makurat 13 | Reporte Pts Reb Asts Val              | Estadísticas 21 E. Villa 10 M. Villa, Cancelli 8 M. Villa 23 M. Villa | Pabellón: Jeep Arena Asistencia: 82 espectadores Árbitros: Sandra Sánchez González Milita Stalaucinskaite Martin Demierre |  |

### Grupo D
| Pos. | Equipo   | PJ | G | P | PF  | PC  | DP  | Pts |
| ---- | -------- | -- | - | - | --- | --- | --- | --- |
| 1    | Alemania | 3  | 3 | 0 | 224 | 159 | +65 | 6   |
| 2    | Hungría  | 3  | 2 | 1 | 217 | 223 | −6  | 5   |
| 3    | Israel   | 3  | 1 | 2 | 193 | 208 | −15 | 4   |
| 4    | Serbia   | 3  | 0 | 3 | 198 | 242 | −44 | 3   |

 Fuente: FIBA
Jornada 1
| 6 de julio | Hungría                                        | 78–77                                 | Israel                                                           | Vilnius |  |
| 13:00      | Parciales: 22-19, 16-18, 21-26, 19-14          | Parciales: 22-19, 16-18, 21-26, 19-14 | Parciales: 22-19, 16-18, 21-26, 19-14                            | |  |
|            | Estadísticas Laczko 21 Strausz 10 Aho 5 Baa 26 | Reporte Pts Reb Asts Val              | Estadísticas 34 Dahan Sujic 7 Ettinger 6 Ettinger 29 Dahan Sujic | Pabellón: Jeep Arena Asistencia: 30 espectadores Árbitros: Chess Van Looy Veronika Obertova Diana Lapanovic |  |

| 6 de julio | Serbia                                                            | 63–83                                 | Alemania                                          | Vilnius |  |
| 20:30      | Parciales: 20-18, 17-29, 16-10, 10-26                             | Parciales: 20-18, 17-29, 16-10, 10-26 | Parciales: 20-18, 17-29, 16-10, 10-26             | |  |
|            | Estadísticas Avlijas 14 Zečević 7 Avlijas, Marojevic 3 Avlijas 13 | Reporte Pts Reb Asts Val              | Estadísticas 24 Bühner 10 Bühner 6 Rolf 29 Bühner | Pabellón: Jeep Arena Asistencia: 57 espectadores Árbitros: José Pedroso Laure Coanus Milita Stalaucinskaite |  |

Jornada 2
| 7 de julio | Alemania                                                    | 74–53                                 | Hungría                                   | Vilnius |  |
| 15:30      | Parciales: 17-11, 20-15, 19-10, 18-17                       | Parciales: 17-11, 20-15, 19-10, 18-17 | Parciales: 17-11, 20-15, 19-10, 18-17     | |  |
|            | Estadísticas Brochlitz 23 Rolf 12 Kreyenfeld 4 Brochlitz 20 | Reporte Pts Reb Asts Val              | Estadísticas 9 Aho 6 Bajzath 3 Baa 11 Baa | Pabellón: Jeep Arena Asistencia: 100 espectadores Árbitros: Ritvars Helmsteins Martin Demierre Sara Månsson |  |

| 7 de julio | Israel                                                             | 73–63                                | Serbia                                                                                    | Vilnius |  |
| 18:00      | Parciales: 18-18, 20-14, 22-5, 13-26                               | Parciales: 18-18, 20-14, 22-5, 13-26 | Parciales: 18-18, 20-14, 22-5, 13-26                                                      | |  |
|            | Estadísticas Dahan Sujic 20 Dahan Sujic 15 Singer 4 Dahan Sujic 29 | Reporte Pts Reb Asts Val             | Estadísticas 12 Vukovic, Marojevic 6 Zečević 3 Nestorov, Djkanovic, Dragičević 13 Vukovic | Pabellón: Jeep Arena Asistencia: 40 espectadores Árbitros: Radomir Vojinovic Sandra Sánchez González Laure Coanus |  |

Jornada 3
| 9 de julio | Alemania                                               | 67–43                              | Israel                                                            | Vilnius |  |
| 13:00      | Parciales: 31-11, 12-19, 15-7, 9-6                     | Parciales: 31-11, 12-19, 15-7, 9-6 | Parciales: 31-11, 12-19, 15-7, 9-6                                | |  |
|            | Estadísticas Bühner 7 Bühner 12 Langermann 4 Bühner 25 | Reporte Pts Reb Asts Val           | Estadísticas 8 Ettinger, Dahan Sujic 6 Ettinger 3 Singer 11 Elbaz | Pabellón: Jeep Arena Asistencia: 59 espectadores Árbitros: Radomir Vojinovic Veronika Obertova Anna Belousova |  |

| 9 de julio | Hungría                                                            | 86–72                                 | Serbia                                                             | Vilnius |  |
| 20:30      | Parciales: 31-12, 18-20, 16-15, 21-25                              | Parciales: 31-12, 18-20, 16-15, 21-25 | Parciales: 31-12, 18-20, 16-15, 21-25                              | |  |
|            | Estadísticas Baa 24 Strausz, Bajzath 5 Gyongyosi, Bajzath 4 Baa 29 | Reporte Pts Reb Asts Val              | Estadísticas 15 Jevtovic 7 Zečević 4 Nestorov, Vukovic 16 Jevtovic | Pabellón: Jeep Arena Asistencia: 45 espectadores Árbitros: Ritvars Helmsteins Chess Van Looy Diana Lapanovic |  |

## Cuadro final
Todos los horarios corresponden al huso horario local (hora de verano de Europa del Este – UTC+3).
|  | Octavos de final | Octavos de final | Octavos de final |          |           | Cuartos de final | Cuartos de final | Cuartos de final |  |         | Semifinales | Semifinales | Semifinales |          |              | Final        | Final        | Final       |  |
|  | 10 de julio      | 10 de julio      | 10 de julio      |          |           | 12 de julio      | 12 de julio      | 12 de julio      |  |         | 13 de julio | 13 de julio | 13 de julio |          |              | 14 de julio  | 14 de julio  | 14 de julio |  |
|  |                  |                  |                  |          |           |                  |                  |                  |  |         |             |             |             |          |              |              |              |             |  |
|  |                  |                  |                  |          |           |                  |                  |                  |  |         |             |             |             |          |              |              |              |             |  |
|  | A1               | Francia          | 81               |          |           |                  |                  |                  |  |         |             |             |             |          |              |              |              |             |  |
|  | A1               | Francia          | 81               |          |           |                  |                  |                  |  |         |             |             |             |          |              |              |              |             |  |
|  | B4               | Montenegro       | 46               |          |           |                  |                  |                  |  |         |             |             |             |          |              |              |              |             |  |
|  | B4               | Montenegro       | 46               |          | Francia   | Francia          | 67               |                  |  |         |             |             |             |          |              |              |              |             |  |
|  |                  |                  |                  |          | Francia   | Francia          | 67               |                  |  |         |             |             |             |          |              |              |              |             |  |
|  |                  |                  | Turquía          | Turquía  | 66        |                  |                  |                  |  |         |             |             |             |          |              |              |              |             |  |
|  | C2               | Turquía          | Turquía          | Turquía  | 66        | 88               |                  |                  |  |         |             |             |             |          |              |              |              |             |  |
|  | C2               | Turquía          |                  |          |           |                  |                  |                  |  |         |             |             |             |          |              |              |              |             |  |
|  | D3               | Israel           | 76               |          |           |                  |                  |                  |  |         |             |             |             |          |              |              |              |             |  |
|  | D3               | Israel           | 76               |          |           |                  |                  |                  |  | Francia | Francia     | 64          |             |          |              |              |              |             |  |
|  |                  |                  |                  |          |           |                  |                  |                  |  | Francia | Francia     | 64          |             |          |              |              |              |             |  |
|  |                  |                  | Alemania         | Alemania | 55        |                  |                  |                  |  |         |             |             |             |          |              |              |              |             |  |
|  | B2               | Suecia           | Alemania         | Alemania | 55        | 54               |                  |                  |  |         |             |             |             |          |              |              |              |             |  |
|  | B2               | Suecia           |                  |          |           |                  |                  |                  |  |         |             |             |             |          |              |              |              |             |  |
|  | A3               | Eslovenia        | 62               |          |           |                  |                  |                  |  |         |             |             |             |          |              |              |              |             |  |
|  | A3               | Eslovenia        | 62               |          | Eslovenia | Eslovenia        | 71               |                  |  |         |             |             |             |          |              |              |              |             |  |
|  |                  |                  |                  |          | Eslovenia | Eslovenia        | 71               |                  |  |         |             |             |             |          |              |              |              |             |  |
|  |                  |                  | Alemania         | Alemania | 76        |                  |                  |                  |  |         |             |             |             |          |              |              |              |             |  |
|  | D1               | Alemania         | Alemania         | Alemania | 76        | 90               |                  |                  |  |         |             |             |             |          |              |              |              |             |  |
|  | D1               | Alemania         |                  |          |           |                  |                  |                  |  |         |             |             |             |          |              |              |              |             |  |
|  | C4               | Finlandia        | 60               |          |           |                  |                  |                  |  |         |             |             |             |          |              |              |              |             |  |
|  | C4               | Finlandia        | 60               |          |           |                  |                  |                  |  |         |             |             |             |          | Francia      | Francia      | 83           |             |  |
|  |                  |                  |                  |          |           |                  |                  |                  |  |         |             |             |             |          | Francia      | Francia      | 83           |             |  |
|  |                  |                  | España           | España   | 75        |                  |                  |                  |  |         |             |             |             |          |              |              |              |             |  |
|  | A2               | Letonia          | España           | España   | 75        | 54               |                  |                  |  |         |             |             |             |          |              |              |              |             |  |
|  | A2               | Letonia          |                  |          |           |                  |                  |                  |  |         |             |             |             |          |              |              |              |             |  |
|  | B3               | Portugal         | 51               |          |           |                  |                  |                  |  |         |             |             |             |          |              |              |              |             |  |
|  | B3               | Portugal         | 51               |          | Letonia   | Letonia          | 53               |                  |  |         |             |             |             |          |              |              |              |             |  |
|  |                  |                  |                  |          | Letonia   | Letonia          | 53               |                  |  |         |             |             |             |          |              |              |              |             |  |
|  |                  |                  | Italia           | Italia   | 68        |                  |                  |                  |  |         |             |             |             |          |              |              |              |             |  |
|  | C1               | Italia           | Italia           | Italia   | 68        | 91               |                  |                  |  |         |             |             |             |          |              |              |              |             |  |
|  | C1               | Italia           |                  |          |           |                  |                  |                  |  |         |             |             |             |          |              |              |              |             |  |
|  | D4               | Serbia           | 63               |          |           |                  |                  |                  |  |         |             |             |             |          |              |              |              |             |  |
|  | D4               | Serbia           | 63               |          |           |                  |                  |                  |  | Italia  | Italia      | 58          |             |          |              |              |              |             |  |
|  |                  |                  |                  |          |           |                  |                  |                  |  | Italia  | Italia      | 58          |             |          |              |              |              |             |  |
|  |                  |                  | España           | España   | 85        |                  |                  |                  |  |         |             |             |             |          |              |              |              |             |  |
|  | B1               | España           | España           | España   | 85        | 76               |                  |                  |  |         |             |             |             |          |              |              |              |             |  |
|  | B1               | España           |                  |          |           |                  |                  |                  |  |         |             |             |             |          |              |              |              |             |  |
|  | A4               | Lituania         | 40               |          |           |                  |                  |                  |  |         |             |             |             |          |              |              |              |             |  |
|  | A4               | Lituania         | 40               |          | España    | España           | 89               |                  |  |         |             |             |             |          | Tercer lugar | Tercer lugar | Tercer lugar |             |  |
|  |                  |                  |                  |          | España    | España           | 89               |                  |  |         |             |             |             |          | Tercer lugar | Tercer lugar | Tercer lugar |             |  |
|  |                  |                  | Polonia          | Polonia  | 41        |                  |                  |                  |  |         |             |             |             |          |              |              |              |             |  |
|  | D2               | Hungría          | Polonia          | Polonia  | 41        | 63               |                  |                  |  |         |             |             |             | Alemania | Alemania     | 48           |              |             |  |
|  | D2               | Hungría          |                  |          |           |                  |                  |                  |  |         |             |             |             | Alemania | Alemania     | 48           |              |             |  |
|  | C3               | Polonia          | 66               |          |           |                  |                  |                  |  |         |             |             |             |          |              | Italia       | Italia       | 70          |  |
|  | C3               | Polonia          | 66               |          |           |                  |                  |                  |  |         |             |             |             |          |              | Italia       | Italia       | 70          |  |
|  |                  |                  |                  |          |           |                  |                  |                  |  |         |             |             |             |          |              |              |              |             |  |

### Octavos de final
| 10 de julio | Suecia                                                  | 54–62                                | Eslovenia                                                   | Klaipeda                                                                                                   |  |
| 13:00       | Parciales: 21-13, 8-16, 12-14, 13-19                    | Parciales: 21-13, 8-16, 12-14, 13-19 | Parciales: 21-13, 8-16, 12-14, 13-19                        | |  |
|             | Estadísticas Barbosa 15 Trygger 10 Collins 4 Trygger 22 | Reporte Pts Reb Asts Val             | Estadísticas 10 Bartelme 13 Bartelme 5 Bartelme 19 Bartelme | Pabellón: Švyturio Arena Asistencia: 60 espectadores Árbitros: Özlem Yalman Ilias Kounelles Ivana Ivanovic |  |

| 10 de julio | Alemania                                              | 90–60                                 | Finlandia                                                                    | Vilnius |  |
| 13:00       | Parciales: 23-12, 19-16, 21-19, 27-13                 | Parciales: 23-12, 19-16, 21-19, 27-13 | Parciales: 23-12, 19-16, 21-19, 27-13                                        | |  |
|             | Estadísticas Bühner 19 Rolf 11 Kreyenfeld 4 Bühner 21 | Reporte Pts Reb Asts Val              | Estadísticas 19 Aarnisalo 4 cuatro jugadoras 3 Kanerva 10 Kanerva, Aarnisalo | Pabellón: Jeep Arena Asistencia: 42 espectadores Árbitros: Radomir Vojinovic Milita Stalaucinskaite Martin Demierre |  |

| 10 de julio | Francia                                                                     | 81–46                               | Montenegro                                                 | Klaipeda |  |
| 15:30       | Parciales: 18-19, 22-12, 21-8, 20-7                                         | Parciales: 18-19, 22-12, 21-8, 20-7 | Parciales: 18-19, 22-12, 21-8, 20-7                        | |  |
|             | Estadísticas Cisse 12 Zemoura, Zodia 6 cuatro jugadoras 4 Zemoura, Zodia 14 | Reporte Pts Reb Asts Val            | Estadísticas 22 Bulajić 9 L. Vukčević 3 Bigovic 15 Bulajić | Pabellón: Švyturio Arena Asistencia: 30 espectadores Árbitros: Alessandro Perciavalle Balazs Meszaros Marija Ciric |  |

| 10 de julio | Turquía                                                                               | 88–76                                | Israel                                                | Vilnius |  |
| 15:30       | Parciales: 25-25, 16-9, 26-20, 21-22                                                  | Parciales: 25-25, 16-9, 26-20, 21-22 | Parciales: 25-25, 16-9, 26-20, 21-22                  | |  |
|             | Estadísticas Sertoglu 30 Kaplan 9 Istanbulluoglu, Guven, Sertoglu 4 Istanbulluoglu 31 | Reporte Pts Reb Asts Val             | Estadísticas 23 Karsh 6 Dahan Sujic 6 Singer 23 Karsh | Pabellón: Jeep Arena Asistencia: 45 espectadores Árbitros: Sandra Sánchez González Ritvars Helmsteins Sara Månsson |  |

| 10 de julio | España                                                            | 76–40                              | Lituania                                                                    | Klaipeda |  |
| 18:00       | Parciales: 22-15, 26-9, 16-7, 12-9                                | Parciales: 22-15, 26-9, 16-7, 12-9 | Parciales: 22-15, 26-9, 16-7, 12-9                                          | |  |
|             | Estadísticas Asensio 15 Mata 13 Buenavida 5 Buenavida, Asensio 15 | Reporte Pts Reb Asts Val           | Estadísticas 18 Pupkevičiūtė 8 Raulušaitytė 3 Aukštikalnytė 10 Raulušaitytė | Pabellón: Švyturio Arena Asistencia: 205 espectadores Árbitros: Karolina Andersson Karol Kowalski Ioannis Agrafiotis |  |

| 10 de julio | Hungría                                                    | 63–66                                 | Polonia                                                 | Vilnius                                                                                             |  |
| 18:00       | Parciales: 12-16, 13-23, 11-15, 27-12                      | Parciales: 12-16, 13-23, 11-15, 27-12 | Parciales: 12-16, 13-23, 11-15, 27-12                   | |  |
|             | Estadísticas Gyongyosi 16 Olah 6 Laczko, Aho, Baa 3 Baa 14 | Reporte Pts Reb Asts Val              | Estadísticas 22 Ullmann 12 Makurat 6 Tomasik 20 Makurat | Pabellón: Jeep Arena Asistencia: 50 espectadores Árbitros: José Pedroso Laure Coanus Anna Belousova |  |

| 10 de julio | Letonia                                                       | 54–51                               | Portugal                                                      | Klaipeda                                                                                                |  |
| 20:30       | Parciales: 13-13, 19-9, 15-13, 7-16                           | Parciales: 13-13, 19-9, 15-13, 7-16 | Parciales: 13-13, 19-9, 15-13, 7-16                           | |  |
|             | Estadísticas Tomasicka 27 Liepina 10 Tomasicka 3 Tomasicka 18 | Reporte Pts Reb Asts Val            | Estadísticas 17 Djalo 10 C. Silva 3 cuatro jugadoras 19 Djalo | Pabellón: Švyturio Arena Asistencia: 61 espectadores Árbitros: Carsten Straube Ewa Mateuszewska Or Zror |  |

| 10 de julio | Italia                                                             | 91–63                                 | Serbia                                                        | Vilnius |  |
| 20:30       | Parciales: 26-17, 18-11, 24-19, 23-16                              | Parciales: 26-17, 18-11, 24-19, 23-16 | Parciales: 26-17, 18-11, 24-19, 23-16                         | |  |
|             | Estadísticas E. Villa 32 M. Villa, Zanardi 7 Zanardi 5 E. Villa 29 | Reporte Pts Reb Asts Val              | Estadísticas 13 Jevtovic 7 Milanovic 6 Nestorov 18 AMilanovic | Pabellón: Jeep Arena Asistencia: 75 espectadores Árbitros: Chess Van Looy Veronika Obertova Diana Lapanovic |  |

### Cuadro por el 9.º-16.º lugar
|  | Partido 13.er lugar | Partido 13.er lugar |             |            | Semifinales 13.er-16.º | Semifinales 13.er-16.º |             |             | Cuartos de final 9.º-16.º | Cuartos de final 9.º-16.º |          |        | Semifinales 9.º-12.º | Semifinales 9.º-12.º |  |  | Partido 9.º. lugar | Partido 9.º. lugar |
|  |                     |                     |             |            |                        |                        |             |             |                           |                           |          |        |                      |                      |  |  |                    |                    |
|  |                     |                     |             |            |                        |                        |             |             | 12 de julio               |                           |          |        |                      |                      |  |  |                    |                    |
|  |                     |                     |             |            |                        |                        |             |             |                           |                           |          |        |                      |                      |  |  |                    |                    |
|  | 14 de julio         | 14 de julio         |             |            | 13 de julio            | 13 de julio            |             |             | Montenegro                | 49                        |          |        | 13 de julio          | 13 de julio          |  |  | 14 de julio        | 14 de julio        |
|  | 14 de julio         | 14 de julio         |             |            | 13 de julio            | 13 de julio            |             |             | Montenegro                | 49                        |          |        | 13 de julio          | 13 de julio          |  |  | 14 de julio        | 14 de julio        |
|  | 14 de julio         | 14 de julio         |             |            | 13 de julio            | 13 de julio            | Israel      | 70          |                           |                           |          |        | 13 de julio          | 13 de julio          |  |  | 14 de julio        | 14 de julio        |
|  | 14 de julio         | 14 de julio         |             | Montenegro | 64                     |                        | Israel      | 70          |                           |                           |          | Israel | 79                   |                      |  |  | 14 de julio        | 14 de julio        |
|  | 14 de julio         | 14 de julio         | 12 de julio | Montenegro | 64                     |                        |             |             |                           |                           |          | Israel | 79                   |                      |  |  | 14 de julio        | 14 de julio        |
|  | 14 de julio         | 14 de julio         |             |            | Finlandia              | 51                     |             |             | Suecia                    | 73                        |          |        |                      |                      |  |  | 14 de julio        | 14 de julio        |
|  | 14 de julio         | 14 de julio         | Suecia      | 64         | Finlandia              | 51                     |             |             | Suecia                    | 73                        |          |        |                      |                      |  |  | 14 de julio        | 14 de julio        |
|  | 14 de julio         | 14 de julio         | Suecia      | 64         |                        |                        |             |             |                           |                           |          |        |                      |                      |  |  | 14 de julio        | 14 de julio        |
|  | 14 de julio         | 14 de julio         |             |            | Finlandia              | 54                     |             |             |                           |                           |          |        |                      |                      |  |  | 14 de julio        | 14 de julio        |
|  | Montenegro          | 76                  |             |            | Finlandia              | 54                     | Israel      | 73          |                           |                           |          |        |                      |                      |  |  |                    |                    |
|  | Montenegro          | 76                  | 12 de julio |            |                        |                        | Israel      | 73          |                           |                           |          |        |                      |                      |  |  |                    |                    |
|  | Hungría             | 68                  |             |            | Lituania               | 55                     |             |             |                           |                           |          |        |                      |                      |  |  |                    |                    |
|  | Hungría             | 68                  | Portugal    | 76         | Lituania               | 55                     |             |             |                           |                           |          |        |                      |                      |  |  |                    |                    |
|  |                     |                     | Portugal    | 76         | 13 de julio            | 13 de julio            | 13 de julio | 13 de julio |                           |                           |          |        |                      |                      |  |  |                    |                    |
|  |                     |                     | Serbia      | 60         | 13 de julio            | 13 de julio            | 13 de julio | 13 de julio |                           |                           |          |        |                      |                      |  |  |                    |                    |
|  | Partido 15.º lugar  | Partido 15.º lugar  | Serbia      | 60         | Serbia                 | 61                     |             |             |                           |                           | Portugal | 68     | Partido 11.º lugar   | Partido 11.º lugar   |  |  |                    |                    |
|  | Partido 15.º lugar  | Partido 15.º lugar  | 12 de julio |            | Serbia                 | 61                     |             |             |                           |                           | Portugal | 68     | Partido 11.º lugar   | Partido 11.º lugar   |  |  |                    |                    |
|  | 14 de julio         | 14 de julio         |             |            | Hungría                | 71                     |             |             | Lituania                  | 76                        |          |        | 14 de julio          | 14 de julio          |  |  |                    |                    |
|  | Finlandia           | 60                  | Lituania    | 76         | Hungría                | 71                     | Suecia      | 53          | Lituania                  | 76                        |          |        |                      |                      |  |  |                    |                    |
|  | Finlandia           | 60                  | Lituania    | 76         |                        |                        | Suecia      | 53          |                           |                           |          |        |                      |                      |  |  |                    |                    |
|  | Serbia              | 67                  |             |            | Hungría                | 73                     |             |             | Portugal                  | 70                        |          |        |                      |                      |  |  |                    |                    |

#### Cuartos de final del 9º–16º lugar
| 12 de julio | Montenegro                                                                     | 49–70                                | Israel                                                                        | Vilnius |  |
| 13:00       | Parciales: 20-21, 10-17, 12-16, 7-16                                           | Parciales: 20-21, 10-17, 12-16, 7-16 | Parciales: 20-21, 10-17, 12-16, 7-16                                          | |  |
|             | Estadísticas Savkovic 13 Vučinić, Scepanovic 8 Savkovic, Radević 3 Savkovic 13 | Reporte Pts Reb Asts Val             | Estadísticas 17 Singer 7 Ettinger, Dahan Sujic, Bitan 5 Dahan Sujic 19 Singer | Pabellón: Jeep Arena Asistencia: 20 espectadores Árbitros: José Pedroso Balazs Meszaros Milita Stalaucinskaite |  |

| 12 de julio | Suecia                                                         | 64–54                               | Finlandia                                               | Vilnius |  |
| 15:30       | Parciales: 7-19, 20-8, 22-11, 15-16                            | Parciales: 7-19, 20-8, 22-11, 15-16 | Parciales: 7-19, 20-8, 22-11, 15-16                     | |  |
|             | Estadísticas Collins 20 Noyan 12 Collins, Trygger 5 Trygger 26 | Reporte Pts Reb Asts Val            | Estadísticas 13 Aarnisalo 9 Syla 5 Kanerva 20 Aarnisalo | Pabellón: Jeep Arena Asistencia: 25 espectadores Árbitros: Ritvars Helmsteins Martin Demierre Marija Ciric |  |

| 12 de julio | Portugal                                                              | 76–60                                | Serbia                                                                       | Vilnius                                                                                             |  |
| 18:00       | Parciales: 15-7, 19-18, 22-15, 20-20                                  | Parciales: 15-7, 19-18, 22-15, 20-20 | Parciales: 15-7, 19-18, 22-15, 20-20                                         | |  |
|             | Estadísticas Bettencourt 18 Djalo 6 C. Silva, Falcão 5 Bettencourt 19 | Reporte Pts Reb Asts Val             | Estadísticas 18 Dragičević 7 Marojevic, Milanovic 5 Dragičević 13 Dragičević | Pabellón: Jeep Arena Asistencia: 25 espectadores Árbitros: Radomir Vojinovic Anna Belousova Or Zror |  |

| 12 de julio | Lituania                                                                     | 76–73                                | Hungría                                                | Vilnius |  |
| 20:30       | Parciales: 18-22, 18-19, 18-17, 2215                                         | Parciales: 18-22, 18-19, 18-17, 2215 | Parciales: 18-22, 18-19, 18-17, 2215                   | |  |
|             | Estadísticas Raulušaitytė 19 Aukštikalnytė 10 Augustinaite 6 Raulušaitytė 21 | Reporte Pts Reb Asts Val             | Estadísticas 15 Laczko, Baa 9 Strausz 7 Bajzath 19 Baa | Pabellón: Jeep Arena Asistencia: 110 espectadores Árbitros: Karolina Andersson Karol Kowalski Diana Lapanovic |  |

#### Semifinales del 13º–16º lugar
| 13 de julio | Montenegro                                                  | 64–51                                | Finlandia                                          | Vilnius |  |
| 13:00       | Parciales: 10-3, 14-11, 17-20, 23-17                        | Parciales: 10-3, 14-11, 17-20, 23-17 | Parciales: 10-3, 14-11, 17-20, 23-17               | |  |
|             | Estadísticas Savkovic 16 Bigovic 9 N. Vukčević 2 Bigovic 16 | Reporte Pts Reb Asts Val             | Estadísticas 17 Aarnisalo 8 Syla 6 Kanerva 16 Syla | Pabellón: Jeep Arena Asistencia: 10 espectadores Árbitros: Chess Van Looy Anna Belousova Milita Stalaucinskaite |  |

| 13 de julio | Serbia                                                               | 61–71                                 | Hungría                                             | Vilnius |  |
| 15:30       | Parciales: 14-17, 16-20, 13-20, 18-14                                | Parciales: 14-17, 16-20, 13-20, 18-14 | Parciales: 14-17, 16-20, 13-20, 18-14               | |  |
|             | Estadísticas Jevtovic 14 Jevtovic 10 Nestorov, Vukovic 5 Jevtovic 19 | Reporte Pts Reb Asts Val              | Estadísticas 16 Olah 8 Strausz 5 Laczko, Baa 21 Baa | Pabellón: Jeep Arena Asistencia: 20 espectadores Árbitros: Sandra Sánchez González Laure Coanus Ewa Mateuszewska |  |

#### Semifinales del 9º–12º lugar
| 13 de julio | Israel                                                                 | 79–73                                | Suecia                                                 | Vilnius                                                                                                  |  |
| 18:00       | Parciales: 20-24, 13-10, 19-16, 2723                                   | Parciales: 20-24, 13-10, 19-16, 2723 | Parciales: 20-24, 13-10, 19-16, 2723                   | |  |
|             | Estadísticas Dahan Sujic 23 Ettinger, Dahan Sujic 7 Singer 6 Singer 28 | Reporte Pts Reb Asts Val             | Estadísticas 16 Barbosa 9 Trygger 4 Englund 17 Barbosa | Pabellón: Jeep Arena Asistencia: 32 espectadores Árbitros: Ivana Ivanovic Karol Kowalski Diana Lapanovic |  |

| 13 de julio | Portugal                                                   | 68–76                                 | Lituania                                                                                               | Vilnius |  |
| 20:30       | Parciales: 15-20, 17-13, 21-14, 15-29                      | Parciales: 15-20, 17-13, 21-14, 15-29 | Parciales: 15-20, 17-13, 21-14, 15-29                                                                  | |  |
|             | Estadísticas Bettencourt 20 C. Silva 6 Roseiro 7 Falcão 20 | Reporte Pts Reb Asts Val              | Estadísticas 18 Pupkevičiūtė 8 Sirtautaitė 3 Aukštikalnytė, Raulušaitytė, Pupkevičiūtė 17 Raulušaitytė | Pabellón: Twinsbet Arena Asistencia: 115 espectadores Árbitros: Karolina Andersson Balazs Meszaros Martin Demierre |  |

#### Partido por el 15º lugar
| 14 de julio | Finlandia                                                                         | 60–67                                | Serbia                                                                   | Vilnius                                                                                          |  |
| 10:30       | Parciales: 9-16, 16-12, 16-16, 19-23                                              | Parciales: 9-16, 16-12, 16-16, 19-23 | Parciales: 9-16, 16-12, 16-16, 19-23                                     |                                                                                                  |  |
|             | Estadísticas Williams 15 Ulander, A. Syla 7 Hakkarainen, Kanerva 5 Hakkarainen 14 | Reporte Pts Reb Asts Val             | Estadísticas 13 Dragičević 12 Jevtovic 5 Vukovic, Dragičević 20 Jevtovic | Pabellón: Jeep Arena Asistencia: 9 espectadores Árbitros: Chess Van Looy Or Zror Balazs Meszaros |  |

#### Partido por el 13º lugar
| 14 de julio | Montenegro                                                   | 76–68                                 | Hungría                                                           | Vilnius |  |
| 15:30       | Parciales: 13-26, 19-22, 23-10, 21-10                        | Parciales: 13-26, 19-22, 23-10, 21-10 | Parciales: 13-26, 19-22, 23-10, 21-10                             | |  |
|             | Estadísticas Bulajić 30 L. Vukčević 12 Savkovic 5 Bigovic 28 | Reporte Pts Reb Asts Val              | Estadísticas 17 Gyongyosi 7 Laczko 3 Aho, Olah, Bajzath 17 Laczko | Pabellón: Twinsbet Arena Asistencia: 25 espectadores Árbitros: Ritvars Helmsteins Alessandro Perciavalle Ioannis Agrafiotis |  |

#### Partido por el 11º lugar
| 14 de julio | Suecia                                                           | 53–70                                | Portugal                                             | Vilnius |  |
| 13:00       | Parciales: 11-19, 21-24, 12-14, 9-13                             | Parciales: 11-19, 21-24, 12-14, 9-13 | Parciales: 11-19, 21-24, 12-14, 9-13                 | |  |
|             | Estadísticas Trygger, Barbosa 10 Trygger 14 Collins 5 Trygger 11 | Reporte Pts Reb Asts Val             | Estadísticas 19 Falcão 8 Falcão 4 L. Silva 22 Falcão | Pabellón: Jeep Arena Asistencia: 15 espectadores Árbitros: Ivana Ivanovic Karol Kowalski Milita Stalaucinskaite |  |

#### Partido por el 9º lugar
| 14 de julio | Israel                                                   | 73–55                                | Lituania                                                                  | Vilnius |  |
| 15:30       | Parciales: 16-18, 14-12, 24-9, 19-16                     | Parciales: 16-18, 14-12, 24-9, 19-16 | Parciales: 16-18, 14-12, 24-9, 19-16                                      | |  |
|             | Estadísticas Bitan 19 Dahan Sujic 8 Singer 5 Ettinger 19 | Reporte Pts Reb Asts Val             | Estadísticas 17 Aukštikalnytė 16 Sirtautaitė 4 Sirtautaitė 22 Sirtautaitė | Pabellón: Jeep Arena Asistencia: 107 espectadores Árbitros: Karolina Andersson Veronika Obertova Marija Ciric |  |

### Cuadro por el 5º-8º lugar
|  | Semifinales 5º-8º | Semifinales 5º-8º |         |           | Partido 5º lugar | Partido 5º lugar |  |
|  | 13 de julio       | 13 de julio       |         |           | 14 de julio      | 14 de julio      |  |
|  |                   |                   |         |           |                  |                  |  |
|  |                   |                   |         |           |                  |                  |  |
|  | Turquía           | 53                |         |           |                  |                  |  |
|  | Turquía           | 53                |         |           |                  |                  |  |
|  | Eslovenia         | 82                |         |           |                  |                  |  |
|  | Eslovenia         | 82                |         | Eslovenia | 74               |                  |  |
|  |                   |                   |         | Eslovenia | 74               |                  |  |
|  |                   |                   | Polonia | 65        |                  |                  |  |
|  | Letonia           | 52                | Polonia | 65        |                  |                  |  |
|  | Letonia           | 52                |         |           |                  |                  |  |
|  | Polonia           | 69                |         |           | Partido 7º lugar | Partido 7º lugar |  |
|  | Polonia           | 69                |         |           | Partido 7º lugar | Partido 7º lugar |  |
|  |                   |                   |         |           |                  |                  |  |
|  |                   |                   |         |           | Turquía          | 72               |  |
|  |                   |                   |         |           | Turquía          | 72               |  |
|  |                   |                   |         |           | Letonia          | 52               |  |
|  |                   |                   |         |           | Letonia          | 52               |  |
|  |                   |                   |         |           |                  |                  |  |

#### Semifinales del 5º–8º lugar
| 13 de julio | Turquía                                        | 53–82                               | Eslovenia                                                           | Vilnius                                                                                             |  |
| 13:00       | Parciales: 9-17, 21-16, 9-28, 14-21            | Parciales: 9-17, 21-16, 9-28, 14-21 | Parciales: 9-17, 21-16, 9-28, 14-21                                 | |  |
|             | Estadísticas Guven 14 Guven 5 Guven 4 Guven 18 | Reporte Pts Reb Asts Val            | Estadísticas 25 S. Sambolić 11 Brecelj 6 S. Sambolić 26 S. Sambolić | Pabellón: Twinsbet Arena Asistencia: 43 espectadores Árbitros: Carsten Straube Sara Månsson Or Zror |  |

| 13 de julio | Letonia                                           | 52–69                                | Polonia                                                | Vilnius |  |
| 15:30       | Parciales: 17-16, 18-15, 14-17, 3-21              | Parciales: 17-16, 18-15, 14-17, 3-21 | Parciales: 17-16, 18-15, 14-17, 3-21                   | |  |
|             | Estadísticas Otto 19 Viksne 11 Viksne 7 Viksne 16 | Reporte Pts Reb Asts Val             | Estadísticas 24 Makurat 9 Makurat 6 Tomasik 26 Makurat | Pabellón: Twinsbet Arena Asistencia: 56 espectadores Árbitros: Alessandro Perciavalle Ioannis Agrafiotis Marija Ciric |  |

#### Partido por el 7º lugar
| 14 de julio | Eslovenia                                                  | 74–65                                | Polonia                                               | Vilnius |  |
| 13:00       | Parciales: 18-27, 19-18, 19-15, 18-5                       | Parciales: 18-27, 19-18, 19-15, 18-5 | Parciales: 18-27, 19-18, 19-15, 18-5                  | |  |
|             | Estadísticas Bartelme 22 Brecelj 12 Bartelme 8 Bartelme 30 | Reporte Pts Reb Asts Val             | Estadísticas 20 Ułan 6 Adamczuk 6 Tomasik 17 Piasecka | Pabellón: Twinsbet Arena Asistencia: 30 espectadores Árbitros: TRadomir Vojinovic Sara Månsson Anna Belousova |  |

#### Partido por el 5º lugar
| 14 de julio | Turquía                                        | 72–52                                 | Letonia                                                      | Vilnius                                                                                                 |  |
| 18:00       | Parciales: 21-10, 17-13, 10-17, 24-12          | Parciales: 21-10, 17-13, 10-17, 24-12 | Parciales: 21-10, 17-13, 10-17, 24-12                        | |  |
|             | Estadísticas Sertoglu 17 Yavuz 9 Guven 7 Yavuz | Reporte Pts Reb Asts Val              | Estadísticas 12 Viksne, Otto 8 Otto 3 Viksne 14 Viksne, Otto | Pabellón: Jeep Arena Asistencia: 25 espectadores Árbitros: José Pedroso Diana Lapanovic Martin Demierre |  |

### Fase final

#### Cuartos de final
| 12 de julio | Francia                                                          | 67–66                                 | Turquía                                                                                 | Vilnius |  |
| 13:00       | Parciales: 25-14, 14-20, 13-16, 15-16                            | Parciales: 25-14, 14-20, 13-16, 15-16 | Parciales: 25-14, 14-20, 13-16, 15-16                                                   | |  |
|             | Estadísticas Saulnier, Zodia 16 Le Seyec 10 Cisse 10 Saulnier 16 | Reporte Pts Reb Asts Val              | Estadísticas 23 Istanbulluoglu, Sertoglu 10 Istanbulluoglu 5 Sertoglu 23 Istanbulluoglu | Pabellón: Twinsbet Arena Asistencia: 45 espectadores Árbitros: Sandra Sánchez González Ivana Ivanovic Alessandro Perciavalle |  |

| 12 de julio | Eslovenia                                             | 71–76                                 | Alemania                                        | Vilnius |  |
| 15:30       | Parciales: 19-12, 13-17, 16-31, 23-16                 | Parciales: 19-12, 13-17, 16-31, 23-16 | Parciales: 19-12, 13-17, 16-31, 23-16           | |  |
|             | Estadísticas H. Sambolić 19 Sivka 10 Sivka 4 Sivka 24 | Reporte Pts Reb Asts Val              | Estadísticas 20 Bühner 12 Rolf 4 Rolf 24 Bühner | Pabellón: Twinsbet Arena Asistencia: 63 espectadores Árbitros: Ilias Kounelles Veronika Obertova Ewa Matuszewska |  |

| 12 de julio | Letonia                                            | 53–68                                | Italia                                                     | Vilnius |  |
| 18:00       | Parciales: 12-14, 16-18, 9-19, 16-17               | Parciales: 12-14, 16-18, 9-19, 16-17 | Parciales: 12-14, 16-18, 9-19, 16-17                       | |  |
|             | Estadísticas Tomasicka 14 Sila 9 Viksne 4 Ozola 12 | Reporte Pts Reb Asts Val             | Estadísticas 22 M. Villa 10 Osazuwa 5 M. Villa 19 M. Villa | Pabellón: Twinsbet Arena Asistencia: 107 espectadores Árbitros: Özlem Yalman Sara Månsson Ioannis Agrafiotis |  |

| 12 de julio | España                                             | 89–41                               | Polonia                                                          | Vilnius |  |
| 20:30       | Parciales: 30-7, 23-16, 21-12, 15-6                | Parciales: 30-7, 23-16, 21-12, 15-6 | Parciales: 30-7, 23-16, 21-12, 15-6                              | |  |
|             | Estadísticas Bermejo 14 Fam 8 Bermejo 5 Bermejo 21 | Reporte Pts Reb Asts Val            | Estadísticas 14 Makurat 6 Tomasik 3 Piasecka, Tomasik 18 Makurat | Pabellón: Twinsbet Arena Asistencia: 103 espectadores Árbitros: Carsten Straube Chess Van Looy Laure Coanus |  |

#### Semifinales
| 13 de julio | Francia                                                    | 64–55                               | Alemania                                                     | Vilnius                                                                                                  |  |
| 18:00       | Parciales: 13-20, 22-15, 22-4, 7-16                        | Parciales: 13-20, 22-15, 22-4, 7-16 | Parciales: 13-20, 22-15, 22-4, 7-16                          | |  |
|             | Estadísticas Dursus, Saulnier 12 Zodia 11 Cisse 5 Zodia 15 | Reporte Pts Reb Asts Val            | Estadísticas 17 Bühner, Brochlitz 10 Bühner 3 Rolf 17 Bühner | Pabellón: Twinsbet Arena Asistencia: 75 espectadores Árbitros: Özlem Yalman Ilias Kounelles José Pedroso |  |

| 13 de julio | Italia                                                            | 58–85                                 | España                                   | Vilnius |  |
| 20:30       | Parciales: 16-25, 18-22, 12-17, 12-21                             | Parciales: 16-25, 18-22, 12-17, 12-21 | Parciales: 16-25, 18-22, 12-17, 12-21    | |  |
|             | Estadísticas Zanardi 19 Cancelli 9 E. Villa 4 Zanardi, Osazuwa 16 | Reporte Pts Reb Asts Val              | Estadísticas 18 Brito 7 Fam 9 Fam 26 Fam | Pabellón: Twinsbet Arena Asistencia: 110 espectadores Árbitros: Radomir Vojinovic Ritvars Helmsteins Veronika Obertova |  |

#### Partido por la medalla de bronce
| 14 de julio | Alemania                                                         | 48–70                                | Italia                                                     | Vilnius |  |
| 18:00       | Parciales: 14-21, 15-15, 8-22, 11-12                             | Parciales: 14-21, 15-15, 8-22, 11-12 | Parciales: 14-21, 15-15, 8-22, 11-12                       | |  |
|             | Estadísticas Bühner, 18 Bühner, 6 Feldrappe, Kroger 3 Bühner, 13 | Reporte Pts Reb Asts Val             | Estadísticas 18 M. Villa 8 M. Villa 7 M. Villa 27 M. Villa | Pabellón: Twinsbet Arena Asistencia: 150 espectadores Árbitros: Ilias Kounelles Sandra Sánchez González Laure Coanus |  |

#### Final
| 14 de julio | Francia                                                | 83–75                                 | España                                      | Vilnius |  |
| 20:30       | Parciales: 20-24, 21-12, 18-17, 24-22                  | Parciales: 20-24, 21-12, 18-17, 24-22 | Parciales: 20-24, 21-12, 18-17, 24-22       | |  |
|             | Estadísticas Cisse 21 Zodia 6 Toure 5 Dursus, Cisse 16 | Reporte Pts Reb Asts Val              | Estadísticas 20 Fam 14 Fam 7 Bermejo 31 Fam | Pabellón: Twinsbet Arena Asistencia: 415 espectadores Árbitros: Özlem Yalman Carsten Straube Ewa Matuszewska |  |

| Bandera de Francia         |
| Campeón Francia 5.° título |

## Medallero
| España | Francia | Italia |
| Irene Broncano Elena Buenavida Carla Brito Alicia Flórez Deva Bermejo Awa Fam Marina Asensio Noa Morro Marina Mata Daniela Ikponmwosa Judit Valero Elena Moreno | Elena Zamoura Marine Dursus Merveille Lokoka Adja Kane Lisa Cluzeau Manoé Cissé Daniela Dibanzilua Ysaline Saulnier Rosanne Le Seyec Fatoumata Toure Ramouna Vitta Jess-Mine Zodia | Eleonora Villa Sophia Lussignoli Lavinia Lucantoni Matilde Villa Carlotta Zanardi Beatrice Caloro Ramona Tomasoni Arianna Arado Caterina Piatti Ilaria Bernardi Adele Cancelli Cristina Osazuwa |

## Clasificación final
– Desciende a la División B. 
| Pos.              | Equipo     | Pts | G-P | PF  | PC  | Dif. |
| ----------------- | ---------- | --- | --- | --- | --- | ---- |
| Medalla de oro    | Francia    | 14  | 7–0 | 529 | 401 | +128 |
| Medalla de plata  | España     | 13  | 6–1 | 593 | 318 | +275 |
| Medalla de bronce | Italia     | 13  | 6–1 | 515 | 410 | +105 |
| 4º                | Alemania   | 12  | 5–2 | 493 | 424 | +69  |
| 5º                | Eslovenia  | 11  | 4–3 | 478 | 442 | +36  |
| 6º                | Polonia    | 10  | 3–4 | 419 | 475 | -56  |
| 7º                | Turquía    | 11  | 4–3 | 464 | 460 | +4   |
| 8º                | Letonia    | 10  | 3–4 | 406 | 464 | -58  |
| 9º                | Israel     | 11  | 4–3 | 491 | 473 | +18  |
| 10º               | Lituania   | 9   | 2–5 | 423 | 527 | -104 |
| 11º               | Portugal   | 10  | 3–4 | 417 | 427 | -10  |
| 12º               | Suecia     | 10  | 3–4 | 404 | 473 | -69  |
| 13º               | Montenegro | 9   | 2–5 | 347 | 474 | -127 |
| 14º               | Hungría    | 10  | 3–4 | 492 | 502 | -10  |
| 15º               | Serbia     | 8   | 1–6 | 449 | 540 | -91  |
| 16º               | Finlandia  | 7   | 0–7 | 384 | 494 | -110 |

### Premios
| Quinteto ideal                                                    |
| ----------------------------------------------------------------- |
| Awa Fam Elena Buenavida Marine Dursus Frieda Bühner Matilde Villa |
| MVP: Awa Fam                                                      |